# We Are the Ones (Dee Snider)
We Are the Ones è il titolo del terzo disco registrato da solista del cantante Dee Snider.
L'album è stato pubblicato il 21 ottobre 2016 dalla earMUSIC, ed è stato prodotto da Damon Ranger.

## Tracce
1. We Are The Ones – 2:51
2. Over Again – 3:22
3. Close To You – 3:48
4. Rule The World
5. We're Not Gonna Take It (Twisted Sister cover) (acoustic) – 3:52
6. Crazy For Nothing – 3:37
7. Believe – 3:32
8. Head Like a Hole (Nine Inch Nails cover) – 4:57
9. Superhero – 2:43
10. So What – 4:23

## Formazione
- Voce - Dee Snider
- Chitarra - Bob Kulick, Robert Fleischman, Johnny K, Dan McCafferty, Ric Haas, Paul Crook, Brian Clark
- Basso - Eva Gardner, Victoria Park
- Batteria - Chuck White
- Tastiere - Garen Gueyikian, Kyle Kelso, Frank Lucas, Robert Fleischman